# Junpei Gomikawa

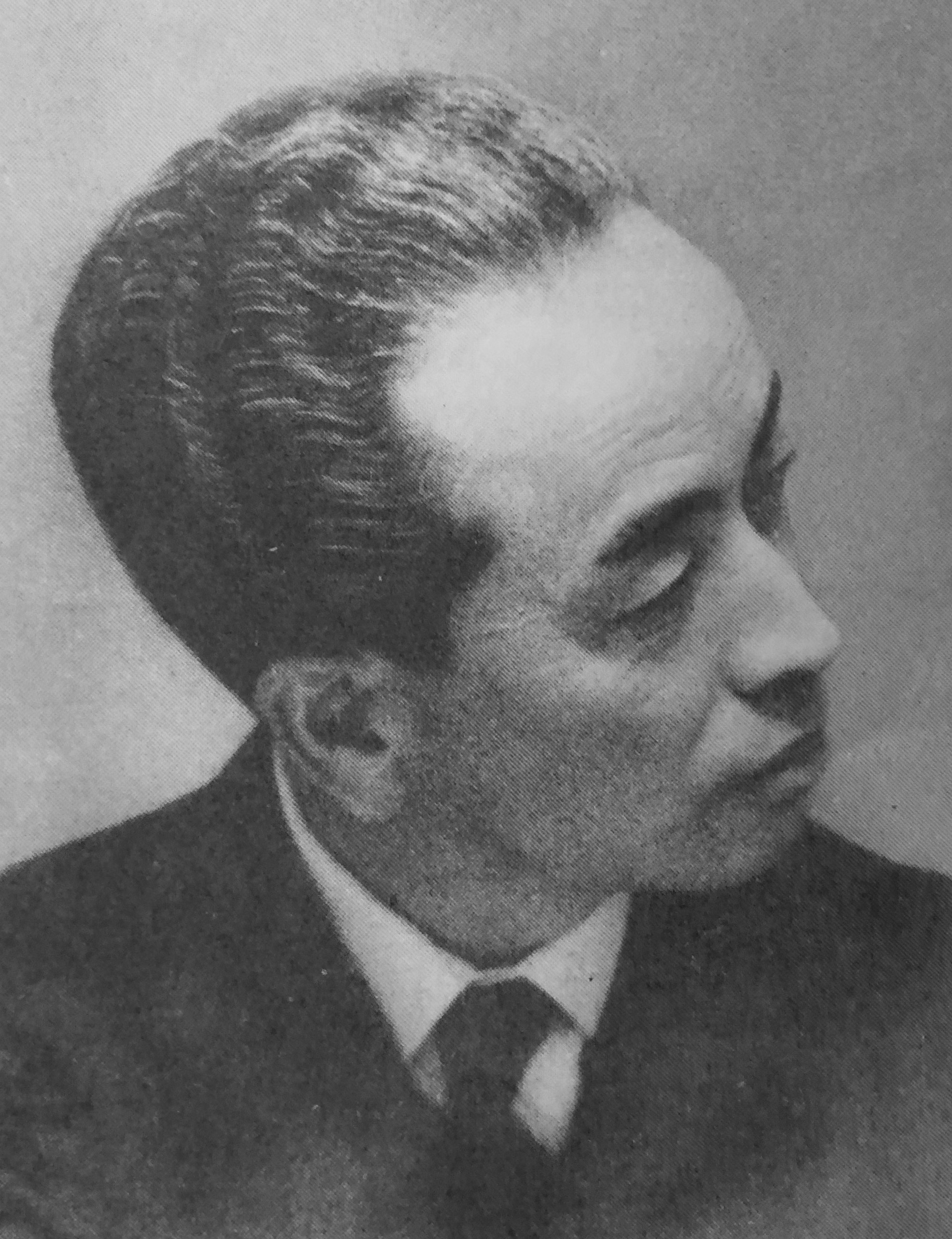
Junpei Gomikawa

Junpei Gomikawa (Japans: 五味川 純平, pseudoniem van Shigeru Kurita (Dalian, 15 maart 1916 - Tokio, 8 maart 1995), is een beroemde Japanse schrijver. Zijn bekendste werk is Menselijke voorwaarden, een semi-autobiografische roman die in 1956 in Japan is verschenen. In 2018 is hij naar het Nederlands vertaald door Jacques Westerhoven.

## Biografie[1]
Gomikawa werd geboren op 15 maart 1916 in een dorp in de buurt van Dalian (toen genaamd "Dairen"), gelegen in het toenmalige Kwantung-leengebied, dat destijds onder Japans bewind stond.
In 1933 kwam hij van de middelbare school en ging studeren aan de Handelshogeschool in Tokio (de huidige Hitotsubashi Universiteit).
In 1934 stopte hij met die studie vanwege zijn interesse in literatuur. 
Hij keerde uiteindelijk terug naar Dairen.
In 1936 schreef hij zich in voor een studie Engels aan de Tokio Hogeschool voor Buitenlandse Talen.
Hij publiceerde in een studentenkrant onder zijn pseudoniem Junpei Gomikawa. 
Hij werd opgepakt door de Speciale Politie omdat hij bij een groep studenten hoorde die "linkse" boeken las.
Na twee maanden werd hij vrijgelaten nadat zijn zwager van diens politieke contacten gebruik gemaakt had.
In 1940 studeerde hij af.
Hij ging werken in Anshan in Mantsjoekwo, bij de grote staalproducent Shōwa Steel Works (昭和製鋼所).
In 1943 werd hij overgeplaatst naar Gongchangling en kreeg daar een administratieve functie.
Hij was daar getuige van de executie van een aantal "speciale arbeidskrachten"; naar verluidt heeft hij die executie onderbroken.
Het leger riep hem op en hij kwam terecht in het oosten van Mantsjoekwo, o.a. Hulin, Suifenhe en Yanggang.
Op 13 augustus 1945 (twee dagen voor keizer Hirohito de overgave van Japan op de radio aankondigde) was hij een van vier Japanse overlevenden (van 158 Japanners) van een gevecht met het Rode Leger ten zuidoosten van Mudanjiang bij de stad Muling.
Een tijd later werd Gomikawa krijgsgevangen in de buurt  van Dunhua; later ontsnapte hij.
In zwaar ondervoede toestand bereikte hij in december 1945 Anshan, dat inmiddels door de communisten was bezet.
Hij kwam in de redactie van de krant van het Cultureel Verbond, die bestemd was voor Japanse stadsbewoners.
In het voorjaar van 1946 nam de Kwomintang Anshan in.
Gomikawa vertrok naar Dalian waar hij werkte voor de bevoorrading van de Japanse inwoners.
In 1948 ging hij terug naar Japan. 
Hij schreef daar in acht jaar zijn boek Menselijke voorwaarden.
Daarnaast schreef hij verhalen voor tijdschriften en (in 1954) een toneelstuk.
In 1956 lukte het hem om het boek uit te laten geven.
In zes maanden werden 300 000 exemplaren gedrukt.
Het eerste van de zes delen verscheen in juli 1956, het laatste in januari 1958.
Tussen 1959 en 1961 kwam de verfilming van het boek uit in de vorm van een trilogie met totale speelduur van ruim negen en een half uur.
De film kreeg lovende kritieken, won internationale prijzen en vestigde de reputatie van regisseur Masaki Kobayashi.
De literaire orde in Japan schonk weinig aandacht aan zijn werk, hetgeen hem zijn leven lang dwars zat.
In 1978 ontving Gomikawa de prestigieuze Kikuchi Kanprijs voor zijn literaire prestaties.
Op 8 maart 1995 overleed hij als gevolg van een herseninfarct.